# Il commissario Pepe
Il commissario Pepe è un film del 1969 diretto da Ettore Scola.
Il soggetto è tratto dall'omonimo romanzo di Ugo Facco De Lagarda.

## Trama
Antonio Pepe è un commissario di polizia democratico e tollerante, celibe, che cerca di risolvere i problemi con il buonsenso, senza mai abusare della sua autorità. Un giorno riceve l'incarico di indagare su reati a sfondo sessuale nel territorio di sua competenza: in breve scopre che la città non è così perbene come sembrava; sotto un velo di ipocrisia vengono commessi reati che vanno dal favoreggiamento e sfruttamento della prostituzione di minorenni alla pederastia. Scopre anche che non sono commessi da un solo ceto sociale, ma sono trasversali, coinvolgono popolani e ricchi, nobili e religiosi, notabili di provincia e anche persone vicine ai poliziotti. Deciso ad andare sino in fondo, subisce prima un tentativo di intimidazione e poi viene invitato dal questore a lasciar perdere i pesci grossi, tirando nella rete solo quelli piccoli per motivi elettorali. Scopre, inoltre, che anche la sua amante ha una doppia vita come fotomodella in una agenzia di Milano dove si fa ritrarre in foto osé. Profondamente amareggiato, in attesa della sua promozione a vice questore e del successivo trasferimento, il commissario distrugge l'intero dossier.

## Produzione
Fu girato a Vicenza e a Bassano del Grappa, comuni comunque mai nominati nel film. Alcune scene furono girate anche a Villa Ducale, una Villa Veneta che si trova a Dolo (VE) lungo la Riviera del Brenta. Giuseppe Maffioli non era un attore professionista, ma un giornalista e gastronomo.

### Riprese
- Il ponte in ferro che si vede in apertura del film è in Viale Giuriolo a Vicenza.[1].
- Mentre il commissario descrive la cittadina, scorrono le immagini del porticato della Basilica Palladiana sita in Piazza dei Signori, la piazza centrale di Vicenza.[1].
- Il commissariato si trova in Contrà Santa Corona a Vicenza, edificio che ora ospita il museo archeologico. Il bar nel quale il commissario si reca a bere un caffè e a comprare il giornale si trova proprio di fronte[1]. Il dialogo finale nel quale il mutilato di guerra svela al commissario la doppia vita dell'amante si svolge ai piedi del ponte di Bassano. Della cittadina pedemontana si nota durante il film anche il Viale dei Martiri

## Colonna Sonora
La colonna sonora del film fu composta da Armando Trovajoli. Echi dei temi della colonna sonora del film si trovano nel precedente  Maigret a Pigalle del 1966, e nel successivo La moglie del prete del 1970, in particolare nella canzone Anyone cantata dalla Loren.

### Tracce
1. Theme - 3:36
2. Beat for a Nun - 2:05
3. A lonely Man - 3:33
4. We'll Keep Trying - 3:39
5. Masquerade - 3:39
6. Love Is A Woman - 2:31
7. Surrender - 2:44
8. Waltz Theme - 1:48
9. Love Theme - 2:25
10. Final - 2:58